# Philautus cardamonus
Philautus cardamonus és una espècie de granota que es troba a Cambodja.